# 滕·科普邁納斯
滕·科普邁納斯（荷蘭語：Teun Koopmeiners，發音：[ˈtøːŋ ˈkoːpmɛi̯nərs]；1998年2月28日—），荷蘭足球運動員，司職中場，現效力意甲球會尤文图斯。代表荷蘭國家足球隊參加國際比賽。

## 俱樂部生涯
科普邁納斯出道於阿爾克馬爾青訓營，他在2017-2018賽季時上演了荷甲聯賽的首秀，那時的他只有19歲。
2020-21賽季，科普邁納斯共為阿爾克馬爾出戰38場比賽並打進17球，是球隊中場的核心。
2021年8月，意甲球會亞特蘭大官方宣佈簽下科普邁納斯。

## 國家隊生涯
科普邁納斯曾為荷蘭各梯級國家隊出戰過。2020年8月，首次獲得徵召進入荷蘭國家足球隊，參加歐洲國家聯賽對波蘭和意大利的預選賽，同年10月在對墨西哥的友誼賽中完成個人國家隊首秀。 2021年5月，他入選了荷蘭國家足球隊徵戰2020年歐洲杯的26人大名單。
2022年11月，科普邁納斯獲选入2022年世界盃荷蘭的最終26人名單。

## 榮譽

### 球會
亞特蘭大
- 歐霸盃冠軍：2023-24

## 外部連結
- Soccerway資料庫：滕·科普邁納斯